# Liste der Naturdenkmale in Meisburg
Die Liste der Naturdenkmale in Meisburg nennt die im Gemeindegebiet von Meisburg ausgewiesenen Naturdenkmale (Stand 4. Juni 2024).

## Naturdenkmale
| Nr.         | Bezeichnung | Lage                               | Beschreibung          | Bild                                    |
| ----------- | ----------- | ---------------------------------- | --------------------- | --------------------------------------- |
| ND-7233-128 | Zwei Linden | Racheider Straße, am Friedhof Lage | Tilia sp., zwei Bäume | Direkt Bild zu diesem Denkmal hochladen |